# Долгоног
Долгоно́г, или капский долгоног (лат. Pedetes capensis) — млекопитающее отряда грызунов из семейства долгоноговых. Это один из двух существующих видов рода Pedetes, обитающий  на юге Африки. Раньше этот род считался монотипным, и восточноафриканский Pedetes surdaster был включен в P. capensis в ранге подвида. 

## Внешний облик
Внешне этот зверёк напоминает миниатюрного кенгуру или гигантского тушканчика размером с зайца: длина его тела 35—45 см, весит он 3—4 кг. Когда он сидит на задних лапах, его рост в плечах достигает 30 см. Голова у долгонога укороченная, с тупой мордочкой. Шея толстая и мускулистая. Глаза большие; уши длинные и узкие, похожие на заячьи, достигают 9 см в высоту. Козелок ушной раковины препятствует попаданию песка внутрь. Задние конечности у долгонога очень длинные, а передние маленькие, но вооружены крепкими острыми когтями, приспособленными для рытья грунта. Когти на задних конечностях уплощённые, несколько напоминают копытца. Передние конечности 5-палые, задние — 4-палые, с редуцированным I пальцем и очень коротким V пальцем. Хвост длинный (37—48 см), густо покрыт волосами, особенно на конце.
Тело долгонога покрыто густой, шелковистой шерстью без подшёрстка. На спине волосяной покров имеет песчаный, буроватый или рыже-бурый цвет с отдельными чёрными и белыми волосками; на брюхе он почти белый. Хвост на конце тёмный или чёрный. Сосков одна пара — в области груди. Помимо 4 резцов, долгоног имеет ещё 16 жевательных зубов без корней. Эти зубы растут всю жизнь, так как их поверхности быстро стираются от грубой растительной пищи.

## Образ жизни

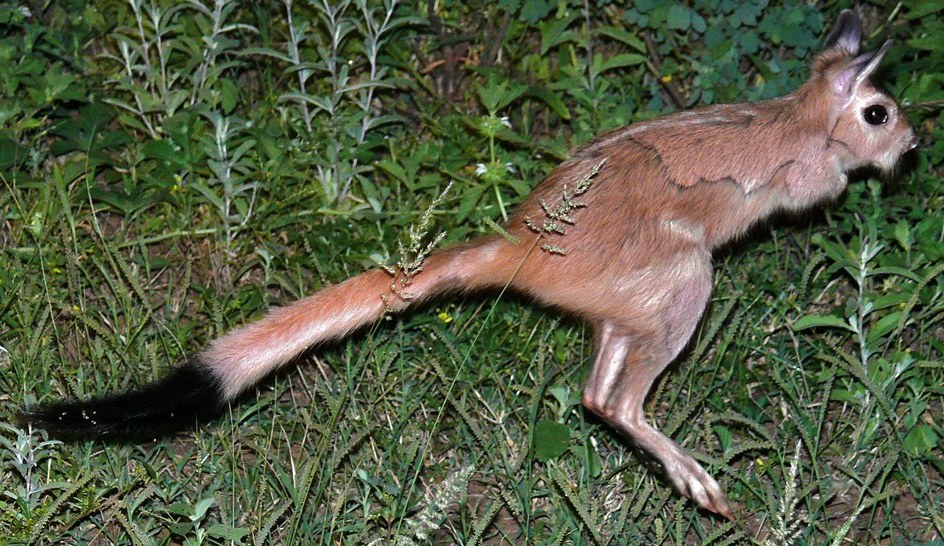
Капский долгоног в прыжке. Парк Крюгера, 2009

Долгоног встречается от юга Конго и Кении до мыса Доброй Надежды.  Он населяет пустынные и полупустынные равнины, иногда пастбища скота и окультуренные площади, где выращивают пшеницу, овёс и ячмень. Чаще всего долгоноги поселяются на песчаных, сухих почвах, в долинах рек, поросших редколесьем. Здесь они порой устраивают целые поселения из нор, которые легко обнаруживаются по выбросам грунта. Активны долгоноги по ночам; днём, прячась в нору, зверёк изнутри затыкает вход земляной пробкой, чтобы сохранить в норе прохладу в дневные часы. В каждой норе живёт один зверёк или пара с молодняком. Но поскольку в поселениях норы расположены близко, а индивидуальный участок одного зверька занимает всего 25—250 м вокруг норы, создаётся впечатление, что долгоноги держатся и кормятся группами.
В спокойном состоянии они передвигаются на четырёх конечностях, выкапывая передними корм. Но в случае опасности подобно кенгуру переходят на огромные рикошетирующие прыжки на задних лапах. Длина прыжка может достигать 2—3 м (по некоторым данным 6—9 м). Это в сочетании с длинными «заячьими» ушами дало долгоногу его английское название «заяц-прыгун» (springhare).
Питается долгоног надземными и сочными подземными частями растений, реже насекомыми и ящерицами. Любит лизать выступающую на почве соль. Может приносить вред сельскохозяйственным посевам.

## Размножение
Долгоноги дают 2—4 помёта в год с перерывами в среднем в 101 день. Беременность длится 78—82 дней и заканчивается рождением единственного детёныша. Новорожденный самец весит в среднем 300 г, самка — 278 г. Новорожденный покрыт волосами, но слеп; прозревает на 3 день жизни. В возрасте 7 недель молодые долгоноги покидают мать. Половой зрелости достигают при весе 2,5 кг.

## Значение для человека
Мясо у долгонога вкусное, поэтому местные жители часто на него охотятся с ружьем или заливая норы водой. Используется также его шкурка. В неволе этот зверёк миролюбив и хорошо уживается с сородичами; через 2—3 недели становится ручным. В сельскохозяйственных районах долгоноги вредят посевам ячменя, пшеницы, овса, арахиса. До 2001 года этот вид был в списках Международной Красной книги; сейчас он к охраняемым не относится.